# Albert Semjonowitsch Leman
Albert Semjonowitsch Leman (Lehman(n), russisch Альберт Семёнович Леман, * 24. Junijul. / 7. Juli 1915greg. in Wolsk; † 3. Dezember 1998 in Moskau) war ein russischer Komponist.
Leman war in Leningrad Kompositionsschüler von Michail Fabianowitsch Gnessin und Wladimir Wladimirowitsch Nilssen. 1941–42 leitete er die Musikabteilung an der Verwaltung für Kunstangelegenheiten des Leningrader Exekutivkomitees. Seit 1942 lebte er in Kasan und arbeitete am dortigen Konservatorium (seit 1945: Professor). 1964 wurde er Mitglied der Kommunistischen Partei der Sowjetunion. Seit 1971 war Leman Professor und wirkte bis 1997 als Leiter des Lehrstuhls für Komposition am Moskauer Konservatorium. Zu seinen Schülern zählten unter anderem Sofia Gubaidulina, Alexander Raskatow, Emilian Sichkin, Sergei Zagny und der mongolische Komponist Sangidordschiin Sansargereltech.
Leman komponierte eine Sinfonie, eine sinfonische Suite über tatarische Themen, eine Festouvertüre, drei Klavier- und zwei Violinkonzerte sowie ein Cellokonzert, drei Präludienzyklen für Klavier, zwei Oratorien, Schauspielmusiken, Romanzen und Lieder.